# Peperomia marshalliana
Peperomia marshalliana är en pepparväxtart som beskrevs av William Trelease. Peperomia marshalliana ingår i släktet peperomior, och familjen pepparväxter. Inga underarter finns listade i Catalogue of Life.